# Evania fascialis
Evania fascialis är en stekelart som beskrevs av Maximilian Spinola 1842. Evania fascialis ingår i släktet Evania och familjen hungersteklar. Inga underarter finns listade i Catalogue of Life.